# Uzunmeşə
Uzunmeşə è un comune dell'Azerbaigian situato nel distretto di Quba. Conta una popolazione di 196 abitanti.